# Métaphysique des mœurs
La Métaphysique des mœurs (Die Metaphysik der Sitten) est un ouvrage d'Emmanuel Kant, paru en 1797. Il comporte deux parties : Doctrine du droit et Doctrine de la vertu.
Dans la philosophie morale de Kant, ce livre est complémentaire de la Fondation de la métaphysique des mœurs et en constitue la suite : alors que Kant y exposait seulement les principes a priori de la moralité, en n'y donnant que quelques exemples pour illustrer sa démonstration, il détaille ici le contenu concret des différents devoirs moraux. Après avoir réalisé une critique de la raison pratique, Kant étudie la Métaphysique des Mœurs, qu'il divise entre doctrine des droits et doctrine de la Vertu.

## Préface

### Du rapport des facultés de l'âme humaine aux lois morales
L'éthique, issue de la raison, est composée en premier lieu de la Métaphysique du droit. Le droit est un concept pur, il est illustré par des situations pratiques quand on parle Des Droits.
Désirer, c'est pouvoir, par ses représentations, être cause des objets de ses représentations. La faculté d'un être d'agir selon ses représentations s'appelle la vie.
Le désir - ou l'aversion - est primitivement lié au plaisir - ou à la peine -, et la réceptivité est liée au sentiment. Mais l'inverse n'est pas vrai. La sensation est rapport à l'objet, le sentiment est rapport au sujet. Le goût est le plaisir lié à l'objet, sans désir préalable : c'est une satisfaction inactive. Le désir habituel est un penchant, la concupiscence est un stimulant du désir de désirer non lié à l'objet.
La faculté de désirer est la possibilité de faire ou non selon son gré : arbitre si le désir est l'objet, vœu si c'est une action.
La faculté de désirer dans les principes de la raison est la volonté.
L'arbitre déterminé par la raison pure est le libre-arbitre, s'il est déterminé par des penchants, alors c'est un arbitre animal. 
La liberté de l'arbitre est son indépendance par rapport à la détermination de tout mobile.
Les lois de la liberté sont appelées Morales.

### De l'idée et de la nécessité d'une métaphysique des mœurs
Les lois physiques visent à l'universel et au prévisible, ce n'est pas le cas des lois morales. Nos actions sont guidées autant par l'expérience, que par le principe moral. Chacun apprend de l'expérience comment il connaîtra la joie. Les lois morales sont basées sur la raison pure. Tout en y incorporant le Désir. Ce qui permet de donner les mœurs de la Vie.

### De la division de la métaphysique des mœurs
Une loi comprend : le déroulement de l'acte, et le mobile. Une loi morale est centrée sur le mobile, une loi juridique est centrée sur le déroulement de l'acte. La légalité s'applique au respect de l'action, la moralité à l'idée du devoir. Les devoirs découlant de la loi juridique sont des devoirs extérieurs, la législation morale entraîne des devoirs intérieurs également mais n'exclut pas l'action extérieure. L'éthique se place donc sur un autre niveau que le respect d'une force extérieure, fut-elle la Volonté divine.

### Concepts préliminaires de la métaphysique des mœurs
Le concept de liberté est pur concept de raison, c'est un principe transcendantal. Mais on trouve des exemples pratiques qui prouvent en nous une volonté pure.
Cette liberté inconditionnelle de notre arbitre est soumise à des impératifs parfois catégoriques, ou techniques.
L'obligation est la nécessité d'une action libre sous un impératif catégorique de la raison.
Licite est une action qui n'est pas opposée à une obligation.
Cette liberté non limitée par un impératif opposé s'appelle autorisation.
Le devoir est une action à laquelle chacun est obligé.
Un fait est une action libre. L'auteur peut se voir imputé, quand la chose n'est susceptible d'aucune imputation.
Le juste — ou l'injuste — est conforme — respectivement non conforme — au devoir. Un fait contraire au devoir est une transgression. Sans préméditation, c'est une faute ; délibérée, c'est un crime.

## Doctrine du droit
Premiers principes métaphysiques sur la doctrine du droit

### Le droit privé: du mien et du tien en général
Dans un état civil, à l'état de nature.
De la manière d'acquérir quelque chose d'extérieur
Du droit réel
La première acquisition d'une chose ne peut être que celle du sol. Tout sol peut originairement être acquis et le fondement de la possibilité de cette acquisition est la communauté originaire du sol en général. L'acte juridique de cette acquisition est l'occupation. Il n'y a d'acquisition péremptoire que dans une constitution civile. En revanche dans l'état de nature rien ne peut être acquis que provisoirement.
Du droit personnel
Du droit domestique
le droit conjugal
le droit des parents
Le droit du maître de maison
Division dogmatique de tous les droits acquis par contrat. Qu'est-ce que l'argent ? Qu'est-ce qu'un livre.
Acquisition idéale d'un objet extérieur à l'arbitre.
Usucapio, héritage, droit de laisser une bonne réputation après sa mort

### Le droit public
Droit politique
Droit des gens
Droit cosmopolitique

## Doctrine de la vertu
Véritable ouvrage d'éthique appliquée avant la lettre, la Doctrine de la vertu expose les devoirs intérieurs de l'homme, ceux qu'il doit respecter indépendamment de l'absence d'une contrainte extérieure l'y obligeant. Kant y expose une série de cas concrets, souvent suivis d'une casuistique mentionnant les difficultés parfois rencontrées.
L'auteur étudie les devoirs envers soi et envers autrui, en commençant par les premiers. Distinguant les devoirs que l'on a envers soi en tant qu'être animal, ou être sensible, empirique, de ceux que l'on a en tant qu'être moral, supra-sensible, Kant montre l'immoralité de toute une série d'actes. Parmi ceux-ci il inclut :
- le suicide
- l'acte sexuel hors mariage
- l'excès d'alcool et de nourriture
- le mensonge
- l'avarice
- la bassesse

Les trois premiers exemples sont décrétés immoraux par Kant, en tant qu'ils violent des devoirs envers nous-mêmes comme êtres animaux. Les trois seconds violentent des devoirs envers nous comme êtres moraux.